# Sebastião de Freitas Couto Júnior
Sebastião de Freitas Couto Júnior (Salvador, 8 juni 1992) - alias Sebá - is een Braziliaans voetballer die bij voorkeur als aanvaller speelt. Hij tekende in juli 2025 een contract bij GS Marko.

## Clubcarrière
Sebá kwam in 2008 in de jeugdopleiding van Cruzeiro terecht. In 2010 stroomde hij door naar het eerste elftal. Hij maakte op 2 juni 2010 als invaller zijn debuut in de Série A tegen Santos FC (0−0). In het seizoen 2012/13 verhuurde de club hem aan FC Porto. Hij speelde voornamelijk zijn wedstrijden in FC Porto B en kwam tot zes wedstrijden in het eerste elftal. FC Porto besloot na het seizoen de optie tot koop in zijn contract niet te lichten. Estoril haalde hem in 2013 vervolgens alsnog naar Portugal. Hier maakte hij zijn debuut in de UEFA Europa League. Hij speelde uiteindelijk 76 wedstrijden voor de club, waarin hij dertien keer doel trof.
In augustus 2015 tekende Sebá een contract tot medio 2019 bij Olympiakos Piraeus, de kampioen van Griekenland in het voorgaande seizoen. Trainer van de club, Marco Silva, was een oude bekende van hem. Toen Sebá bij Estoril speelde was Silva zijn trainer geweest. Hij maakte zijn debuut op 23 augustus 2015 in de wedstrijd tegen Panionios. Hij kwam na 76 minuten het veld in voor Felipe Pardo. In zijn eerste seizoen bij de club werd meteen de landstitel behaald. Tevens maakte Sebá namens de club zijn debuut in de Champions League, waarin hij wedstrijden speelde tegen Bayern München, Arsenal en Dinamo Zagreb. 
Op 11 september 2016 scoorde Sebá zijn eerste doelpunt van het seizoen 2016/17 in een glorieuze 6−1 thuisoverwinning op Veria. Ondanks zijn middelmatige prestaties in de Super League, scoorde hij meerdere malen in de UEFA Europa League. In zijn tweede seizoen wist Sebá met Olympiakos wederom de landstitel te winnen.
Na een verhuurperiode bij het Chinese Chongqing Lifan trok Sebá begin 2019 naar het Midden-Oosten om te gaan spelen bij Al-Shabab FC in Saoedi-Arabië. In het seizoen 2022/23 kwam de vleugelaanvaller in Griekenland uit voor Ionikos, om hierna weer terug te keren naar het Midden-Oosten. Hij ging spelen in Koeweit voor Al-Salmiya SC. In 2024 tekende hij voor één seizoen bij Griekse tweedeklasser Panionios.

## Interlandcarrière
Sebá nam met Brazilië onder 20 deel aan de Pan-Amerikaanse Spelen van 2011 in Mexico. In de groepsfase eindigde hij met zijn land als derde, waardoor uitschakeling een feit was.

## Erelijst
| Competitie         |          |                  |          |          |
| Competitie         | Aantal   | Jaar             |          |          |
| Cruzeiro           | Cruzeiro | Cruzeiro         | Cruzeiro | Cruzeiro |
| ------------------ | -------- | ---------------- | -------- | -------- |
| Campeonato Mineiro | 1        | 2011             |          |          |
| FC Porto           |          |                  |          |          |
| Primeira Liga      | 1        | 2012/13          |          |          |
| Olympiakos         |          |                  |          |          |
| Super League       | 1        | 2015/16, 2016/17 |          |          |